# Спортивный центр Чаоян
Спортивный центр Чаоян (кит. упр. 朝阳体育中心, пиньинь Cháoyáng Tǐyù Zhōngxīn) — многофункциональный стадион в Пекинском районе Чаоян. Является домашним стадионом для футбольной команды второго дивизиона Китая «Пекин Баси». Вмещает 8,000 зрителей. Также используется для соревнований по беговым видам лёгкой атлетики.

## История
Стадион был построен в 2003 году. В 2006 году принимал Чемпионат мира по лёгкой атлетике среди юниоров.